# إميلي كار
 إميلي كار هي رسامة وكاتبة كندية. تعتبر أحدد الرسامين الكنديين الاوائل في تبني أسلوب الحداثة والرسم بعد الانطباعية. لم تحصل كار على اعتراف واسع النطاق لعملها حتى وقت لاحق في حياتها.

## روابط خارجية
- إميلي كار على موقع الموسوعة البريطانية (الإنجليزية)
- إميلي كار على موقع ديسكوغز (الإنجليزية)